# Liste der Monuments historiques in Créon
Die Liste der Monuments historiques in Créon führt die Monuments historiques in der französischen Gemeinde Créon auf.

## Liste der Bauwerke
| Bezeichnung       | Beschreibung   | Standort | Kennzeichnung | Schutzstatus | Datum | Bild |
| ----------------- | -------------- | -------- | ------------- | ------------ | ----- | ---- |
| Kirche Notre-Dame | Erbaut ab 1490 | (Lage)   | PA00083530    | Inscrit      | 2002  |      |

## Liste der Objekte
| Bezeichnung               | Beschreibung               | Standort                        | Kennzeichnung | Schutzstatus | Datum | Bild           |
| ------------------------- | -------------------------- | ------------------------------- | ------------- | ------------ | ----- | -------------- |
| Skulptur Madonna mit Kind | Kalkstein, 14. Jahrhundert | in der Kirche Notre-Dame (Lage) | PM33001915    | Inscrit      | 2002  | weitere Bilder |